# Barra Airport
Barra flygplats, även Barra Eoligarry flygplats är en flygplats på Barra i Yttre Hebriderna. Flygplatsen ligger på en sandstrand och även landningsbanorna är gjorda av sand. Detta gör att det inte alltid går att använda flygplatsen då landningsbanorna ibland ligger under vatten. Eftersom landningsbanorna därtill är relativt korta kan inte större flygplan använda flygplatsen. Det vanligaste flygplanet vid flygplatsen är DHC-6 som klarar av att landa och starta på de kortare banorna. Från flygplatsen går även reguljärflyg till bland annat Glasgow International Airport.